# Liste der Kulturdenkmale in Großrückerswalde

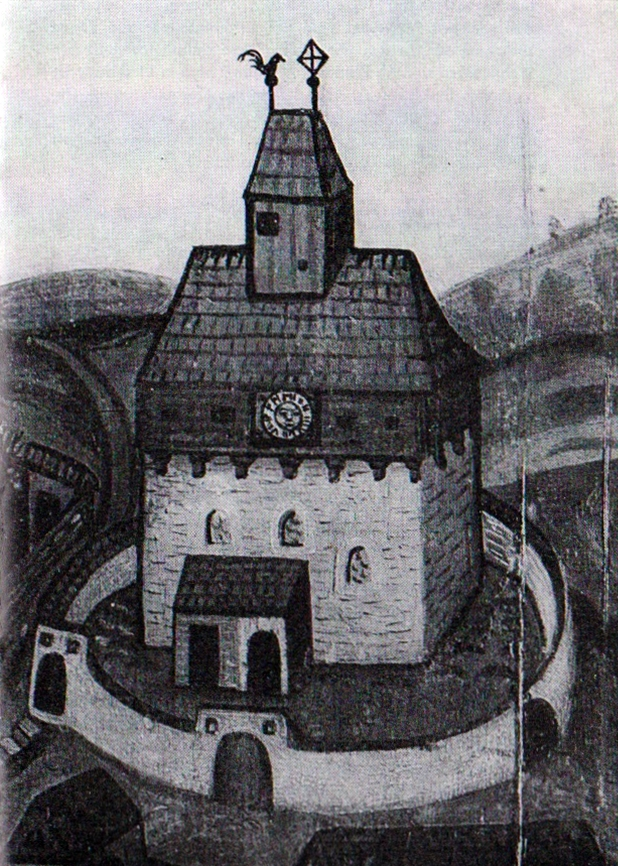
Wehrgangskirche im Jahr 1583

Die Liste der Kulturdenkmale in Großrückerswalde enthält die Kulturdenkmale in Großrückerswalde.
Diese Liste ist eine Teilliste der Liste der Kulturdenkmale in Sachsen.

## Legende
- Bild: Bild des Kulturdenkmals, ggf. zusätzlich mit einem Link zu weiteren Fotos des Kulturdenkmals im Medienarchiv Wikimedia Commons. Wenn man auf das Kamerasymbol klickt, können Fotos zu Kulturdenkmalen aus dieser Liste hochgeladen werden:
- Bezeichnung: Denkmalgeschützte Objekte und ggf. Bauwerksname des Kulturdenkmals
- Lage: Straßenname und Hausnummer oder Flurstücknummer des Kulturdenkmals. Die Grundsortierung der Liste erfolgt nach dieser Adresse. Der Link (Karte) führt zu verschiedenen Kartendiensten mit der Position des Kulturdenkmals. Fehlt dieser Link, wurden die Koordinaten noch nicht eingetragen. Sind diese bekannt, können sie über ein Tool mit einer Kartenansicht einfach nachgetragen werden. In dieser Kartenansicht sind Kulturdenkmale ohne Koordinaten mit einem roten bzw. orangen Marker dargestellt und können durch Verschieben auf die richtige Position in der Karte mit Koordinaten versehen werden. Kulturdenkmale ohne Bild sind an einem blauen bzw. roten Marker erkennbar.
- Datierung: Baubeginn, Fertigstellung, Datum der Erstnennung oder grobe zeitliche Einordnung entsprechend des Eintrags in der sächsischen Denkmaldatenbank
- Beschreibung: Kurzcharakteristik des Kulturdenkmals entsprechend des Eintrags in der sächsischen Denkmaldatenbank, ggf. ergänzt durch die dort nur selten veröffentlichten Erfassungstexte oder zusätzliche Informationen
- ID: Vom Landesamt für Denkmalpflege Sachsen vergebene, das Kulturdenkmal eindeutig identifizierende Objekt-Nummer. Der Link führt zum PDF-Denkmaldokument des Landesamtes für Denkmalpflege Sachsen. Bei ehemaligen Kulturdenkmalen können die Objektnummern unbekannt sein und deshalb fehlen bzw. die Links von aus der Datenbank entfernten Objektnummern ins Leere führen. Ein ggf. vorhandenes Icon  führt zu den Angaben des Kulturdenkmals bei Wikidata.

## Großrückerswalde
| Bild                                    | Bezeichnung | Lage                            | Datierung                                               | Beschreibung | ID       |
| --------------------------------------- | --- | ------------------------------- | ------------------------------------------------------- | --- | -------- |
| Direkt Bild zu diesem Denkmal hochladen | Ehemalige Bergbauhalde | (Karte)                         | 17./18. Jahrhundert                                     | Bergbauhistorische Bedeutung. | 08964806 |
| Direkt Bild zu diesem Denkmal hochladen | Ehemalige Bergbauhalde | (Karte)                         | 17./18. Jahrhundert                                     | Bergbauhistorische Bedeutung. | 08964805 |
| Direkt Bild zu diesem Denkmal hochladen | Friedhofskapelle | Alte Annaberger Straße (Karte)  | 2. Hälfte 19. Jahrhundert                               | Neoromanischer Bau mit Putznutung und Rundbögen, baugeschichtlich und ortsgeschichtlich von Bedeutung. Kleiner neoromanischer Bau mit Putznutung und Rundbögen. | 08964686 |
| Direkt Bild zu diesem Denkmal hochladen | Steinbogenbrücke | Boden 4 (gegenüber) (Karte)     | Anfang 19. Jahrhundert                                  | Bruchstein, baugeschichtlich von Bedeutung. Einbogige Brücke aus Bruchstein | 08964710 |
| Direkt Bild zu diesem Denkmal hochladen | Wohnstallhaus | Boden 25 (Karte)                | bezeichnet 1781                                         | Regionaltypischer Fachwerkbau, baugeschichtlich und ortsbildprägend von Bedeutung. Erdgeschoss massiv, Obergeschoss Fachwerk, zur Hofseite massiv, Satteldach, Giebel in der oberen Hälfte verbrettert, in der straßenseitigen Obergeschoss-Schwelle bezeichnet: „L (?) Gottardi Lohß (ss?). B.ME.F. den 5. May Ao 1781 LZ.M“. | 08964545 |
| Direkt Bild zu diesem Denkmal hochladen | Wohnhaus und Scheune einer ehemaligen Mühle (ohne Anbauten) | Fichtenbach 7 (Karte)           | bezeichnet 1856 (Sturz), Kern älter                     | Zeit- und landschaftstypische Bauten, das Wohnhaus in Fachwerkbauweise, baugeschichtlich, ortsgeschichtlich und technikgeschichtlich von Bedeutung. Breitgelagertes Wohnhaus, Erdgeschoss massiv, Obergeschoss Fachwerk, Türgewände mit profiliertem Sturz (verwittert), Sturz bezeichnet „18 F.A.B. 56“, Giebel verkleidet, massive, verputzte Einfahrtsscheune mit altdeutscher Schieferdeckung. | 08964542 |
|                                         | Fabrikantenvilla | Hirschleithe 4 (Karte)          | Ende 19./Anfang 20. Jahrhundert                         | Zum Pappen- und Kartonagenwerk Hirschleithe gehörig, baugeschichtlich und ortsgeschichtlich von Bedeutung. Schlichter zweigeschossiger Massivbau mit leicht vorspringendem, übergiebeltem Mittelrisalit, Tür und Fenster im Erdgeschoss segmentbogenförmig, über Tür Rundbogennische mit eingestellter Statue mit Schriftrolle und Zahnrad (Allegorie der Industrie). | 08964547 |
| Direkt Bild zu diesem Denkmal hochladen | Wohnstube des durch Brand zerstörten ehemaligen Wohnstallhauses mit Umfassungsmauerwerk, Holzbalkendecke und Bank unter den Fenstern im Inneren                              | Kirchberg 2 (Karte)             | 18. Jahrhundert, im Kern wohl älter und bezeichnet 1700 | Wertvolle Bauteile und -ausstattung eines sehr alten Wohnstallhauses von baugeschichtlicher und sozialgeschichtlicher Bedeutung. Denkmaltext: Das Wohnstallhaus Kirchberg 2 wurde laut Inschrift in der Schwelle 1700 erbaut. Dies bestätigt auch die Hauskonstruktion, wobei das massive Erdgeschoss vermutlich zu späterer Zeit eine Fachwerkkonstruktion ersetzte. Am 2./3. Juli 2009 brannte das Haus aus, wobei die Fachwerkwände im Obergeschoss und das massive Erdgeschoss nur teilweise betroffen waren. Weitgehend unzerstört blieb die Wohnstube links des Hauseingangs mit einer wertvollen profilierten Holzbalkendecke, einer umlaufenden fest eingebauten Bank unterhalb der Fenster sowie den Umfassungswänden mit tiefen korbbogenförmigen Fensterlaibungen. Bedingt durch die Brandschäden ging der Denkmalwert des Hauses verloren, lediglich die Stube ist denkmalwürdig auf Grund ihres hohen Alters, ihres guten Originalzustandes und ihrer wertvollen Ausstattung. Sie stellt ein wichtiges Zeugnis ländlichen Wohnens im 18. Jahrhundert dar. Zu nennen ist hier neben der wertvollen bauzeitlichen Holzbalkendecke die eingebaute umlaufende Bank, ein in diesem Landschaftsraum ursprünglich weit verbreiteter Teil der Ausstattung, welcher heute nur noch in Einzelbeispielen nachweisbar ist. (LfD/2012). | 08964536 |
| Weitere Bilder                          | Kirche mit Ausstattung, Einfriedungsmauer des Kirchhofs, neun Grabmale an der südlichen Kirchenwand und Denkmal für die Gefallenen des Ersten Weltkrieges – Einzeldenkmale   | Kirchberg 6 (Karte)             | wohl Anfang 15. Jahrhundert                             | Mächtige spätgotische Wehrkirche mit Einfriedung auf einer Anhöhe im Dorfzentrum, eines der prägnantesten Beispiele dieses Typus in Sachsen, baugeschichtlich, kunstgeschichtlich, ortsgeschichtlich und ortsbildprägend von Bedeutung. Einzeldenkmale der Sachgesamtheit Wehrkirche und Kirchhof Großrückerswalde: (siehe auch Sachgesamtheitsdokument – Obj. 09305771, gleiche Anschrift) - Kirche: verputztes, im Querschnitt nach oben stark verjüngtes Bruchsteinmauerwerk, gerader Ostschluss, unterhalb der Traufe hölzerner Wehrgang mit Schießscharten, Walmdach mit hölzernem Dachreiter von 1743/44, nur noch an der Westseite originale Fensterformen, sonst hohe Segmentbogenfenster des 18. Jahrhunderts, an der Nordseite Sakristei mit Wandnische, darin Marienfigur aus Sandstein, 15. Jahrhundert, über Sakristei Treppenhaus, die Vorhalle an der Südseite wohl aus Erbauungszeit, an Ostseite Fachwerkanbau, sogenannter „Käsekorb“, als Zugang zur Herrschaftsloge, Innenraum mit Kassettendecke (von Christoph Bandt aus Buchholz 1686/87 eingefügt), umlaufende dreigeschossige Emporen, an Brüstungen der unteren beiden Geschosse annähernd quadratische Tafelbilder (aus 1839 abgebrochener Josephskirche Jöhstadt, 1927 hier angebracht) mit Darstellungen, die auf das Wirtschaftsleben einer Bergstadt Bezug nehmen (Holzkohlegewinnung, Bergbau, Herstellung von Eisenwaren) sowie Szenen aus dem Alten Testament (zweites Geschoss) und Neuem Testament (erstes Geschoss), an der Ostseite der Südempore zwei erhaltene Brüstungsbilder der originalen Ausstattung (Anbetung der Hirten und Verkündigung), 18. Jahrhundert, schlichte Herrschaftsloge an der Ostseite, Sakristei an Nordseite mit Kreuzgratgewölbe, Altarwerk von Georg Öhmigen von 1649 mit reich geschnitztem Akanthuswerk (erst 1829 zu Kanzelaltar umgestaltet), Predella mit Abendmahlsdarstellung, darüber im Zentrum die polygonale Kanzel mit Flachschnitzerei von Christoph Bandt, seitlich die gemalten Darstellungen von Christus, Paulus und Johannes dem Täufer, im Aufsatz Gethsemane-Darstellung, große Orgel von Steinmüller aus Grünhain, 1828/29 (klanglich verändert 1911 und 1939 durch Eule), an der Westwand zwei großformatige Gemälde, die sogenannten Pestbilder von volkskundlich bedeutendem Wert (unter anderem Darstellung der Rückerswalder Wehrkirche, bezeichnet 1583), spätgotische Schnitzfiguren, Maria und Johannes Evangelista, Anfang 16. Jahrhundert, spätgotische Sakramentsnische an Ostwand, Ende 15. Jahrhundert, auf dem Friedhof zahlreiche Grabdenkmäler und schmiedeeiserne Grabkreuze des 17. und 18. Jahrhunderts, - Kriegerdenkmal für die Gefallenen des Ersten Weltkrieges: Einer Kapelle nachempfundene Giebelwand und Sitzbänke, im Rundbogen Kranz und Inschrifttafeln. Grabmale an der südlichen Kirchenwand: - 1. Sandsteingrabmal für Johann Christoph Geniter (königlich polnisch und churfürstlich sächsischer Revierförster) und Frau Rosine, Mitte 18. Jahrhundert, - 2. Doppelgrabmal aus Sandstein für Geschwister Christine Charlotta und Carolina Friderica Geniter, um 1730, - 3. Sandsteingrabmal für Andreas Steier und Christian Friedrich Böhm, bezeichnet 1747, - 4. Sandsteingrabmal für Johann Semmler (königlich polnisch und churfürstlich sächsischer Förster), um 1722, - 5. Wolfgang Wilhelm Feine, um 1852, - 6. Sandsteingrabmal für Erdmuth Sophia und Eleonora Charlotta Vogelsdorf, um 1730, - 7. Sandsteingrabmal für Joh. Nicolas Jacobi (?), bezeichnet 1721, - 8. Sandsteingrabmal für Maria Elisabetha Nackens, um 1716, - 9. Sandsteingrabmal Anna Maria Schahl (?), bezeichnet 1656, sowie weitere Sandsteingrabmale aus dem 18. Jahrhundert mit verwitterten Inschriften. Pfarrscheune: Umbau 1978–1984 zu Gemeinde- und Rüstzeitheim, 2009–2012 Umbau und Sanierung. | 08964537 |
| Weitere Bilder                          | Kirche mit Ausstattung, Einfriedungsmauer des Kirchhofs, sieben Grabmale an der südlichen Kirchenwand und Denkmal für die Gefallenen des Ersten Weltkrieges – Sachgesamtheit | Kirchberg 6 (Karte)             | Anfang 15. Jahrhundert (Kirche)                         | Mächtige spätgotische Wehrkirche mit Einfriedung auf einer Anhöhe im Dorfzentrum, eines der prägnantesten Beispiele dieses Typus in Sachsen, baugeschichtlich, kunstgeschichtlich, ortsgeschichtlich und ortsbildprägend von Bedeutung. Sachgesamtheit Wehrkirche und Kirchhof Großrückerswalde mit folgenden Einzeldenkmalen: siehe Einzeldenkmale 08964537, gleiche Anschrift Beschreibung siehe oben bei Einzeldenkmalen. | 09305771 |
| Direkt Bild zu diesem Denkmal hochladen | Denkmal für die Gefallenen des Krieges von 1870/71 | Kirchberg 6 (bei)               | nach 1871                                               | Ortsgeschichtlich von Bedeutung. Auf quadratischem Postament stehender quadratischer Inschriftstein, vierseitig beschriftet (Schrift stark verwittert), mit giebelartiger Bekrönung. | 08964539 |
| Direkt Bild zu diesem Denkmal hochladen | Häuslerhaus | Marienberger Straße 90 (Karte)  | um 1700 oder älter                                      | Regionaltypischer Fachwerkbau, Teil der alten Ortsstruktur, baugeschichtlich von Bedeutung. Erdgeschoss massiv, Obergeschoss Fachwerk, zum Teil verbrettert. | 08964532 |
| Direkt Bild zu diesem Denkmal hochladen | Häuslerhaus | Marienberger Straße 92 (Karte)  | um 1800                                                 | Regionaltypischer Fachwerkbau, Teil der alten Ortsstruktur, baugeschichtlich von Bedeutung. Erdgeschoss massiv, Obergeschoss Fachwerk, zum Teil verbrettert. | 08964531 |
| Weitere Bilder                          | Rathaus | Marienberger Straße 108 (Karte) | 1915–1920                                               | Gemeindeamtsgebäude, Putzbau mit Reformstilelementen, baugeschichtlich und ortsgeschichtlich von Bedeutung. Hakenförmiger Bau mit hohem Polygonsockel, Langseite eingeschossig mit ausgebautem Mansardwalmdach und Dachhecht, Querbau zweigeschossig mit ausgebautem Dach. | 08964530 |
| Direkt Bild zu diesem Denkmal hochladen | Ehemaliges Wohnstallhaus eines Zweiseithofes | Oberdorf 38 (Karte)             | 1799                                                    | Einziges Fachwerkhaus im Oberdorf, baugeschichtlich von Bedeutung. Erdgeschoss massiv, Obergeschoss Fachwerk, ein Giebel massiv. | 08964540 |
| Direkt Bild zu diesem Denkmal hochladen | Straßenbrücke über die Preßnitz | Streckewalder Straße            | Mitte 19. Jahrhundert                                   | Weitgespannte Bogenbrücke an der alten „Eisenstraße“, baugeschichtlich, verkehrsgeschichtlich und technikgeschichtlich von Bedeutung. Einbogige Bruchsteinbrücke mit vermauertem alten Schlussstein, bezeichnet „169...“(?). | 08964807 |
| Direkt Bild zu diesem Denkmal hochladen | Mundloch | Streckewalder Straße            | 18. Jahrhundert                                         | Bergbauhistorische Bedeutung. Gemauerter rechteckiger Eingang, direkt an der Straße gelegen. | 08964804 |
| Direkt Bild zu diesem Denkmal hochladen | Wohnhaus | Streckewalder Straße 5 (Karte)  | um 1930                                                 | Zeittypischer Putzbau mit charakteristischem Walmdach, baugeschichtlich und straßenbildprägend von Bedeutung. Zweigeschossiger massiver Putzbau auf nahezu quadratischem Grundriss, hoher Natursteinsockel, Walmdach mit jüngerer Deckung, originale Fenster. | 08964801 |
| Weitere Bilder                          | Fabrikantenvilla mit Garten und Einfriedung | Streckewalder Straße 7 (Karte)  | um 1920                                                 | Stattlicher Putzbau über hohem Natursteinsockel, baugeschichtlich und ortsgeschichtlich von Bedeutung. Zweigeschossiger massiver Putzbau über kompaktem Grundriss, hoher Natursteinsockel, verschiefertes und gegliedertes Walmdach, plastische Putzornamentik, verschiedene Terrassen- und Balkonanbauten mit schmiedeeisernen Brüstungsgittern, Grundstückseinfriedung ebenfalls mit Gittern, Gartenanlage Erzgebirgsgarten. | 08964800 |
| Weitere Bilder                          | Herrenhaus eines ehemaligen Rittergutes (ohne Anbau) | Wolkensteiner Straße 1 (Karte)  | Mitte 18. Jahrhundert,                                  | Später zum Getreidespeicher umgebauter, breit gelagerter Putzbau mit Mansarddach mit Walm, baugeschichtlich, ortsgeschichtlich und ortsbildprägend von Bedeutung. Mächtiger, schlichter Massivbau, zweigeschossig, verputzt, Fenstergewände mit Fase, Mansarddach mit Walm ohne Dachausbauten, im Innern Kreuzgratgewölbe. | 08964541 |
|                                         | Wohnstallhaus (ohne Anbau) | Wolkensteiner Straße 47         | Anfang 19. Jahrhundert                                  | Lang gestreckter Fachwerkbau mit Satteldach, baugeschichtlich und straßenbildprägend von Bedeutung. Langgestreckter Bau, Erdgeschoss massiv, Obergeschoss Fachwerk, zur Hofseite Mittelbau mit Dreieckgiebel. | 08964543 |

## Mauersberg
| Bild                                    | Bezeichnung                                                                     | Lage                                | Datierung                                | Beschreibung | ID       |
| --------------------------------------- | ------------------------------------------------------------------------------- | ----------------------------------- | ---------------------------------------- | --- | -------- |
| Direkt Bild zu diesem Denkmal hochladen | Gedenkstein für den ermordeten Gutsbesitzer J. C. Schreiter                     | Am Sportplatz 8 (gegenüber) (Karte) | Bezeichnet mit 1813                      | Ortshistorische Bedeutung | 08964692 |
|                                         | Kirche und Gruft – Sachgesamtheit                                               | An der Kapelle                      | um 1900 (Friedhof)                       | Ortshistorische Bedeutung, Kopie der 1889 abgebrochenen Dorfkirche, 1951/52 als Stiftung des Dresdner Kreuzkantors Rudolf Mauersberger und des Leipziger Thomaskantors Erhard Mauersberger nach Plänen von Fritz Steudtner errichtet – Sachgesamtheit Kreuzkapelle Mauersberg mit folgenden Einzeldenkmalen: (siehe Einzeldenkmale 08964560), dazu der Friedhof (Gartendenkmal) - Kirche: Putzbau über gestrecktem Oktogon mit Walmdach und kleinem Dachreiter, unter Traufe hölzerner Wehrgang, moderne Ausstattung von Helmar Helas (Emporen- und Deckenbemalung sowie Farbglasfenster) und Otto Rost (Totentanzrelief), Eule-Orgel von 1951 in barockisierendem Gebäude, mit eigenwilliger, reizvoller Klanggestaltung (unter anderem einzige Orgel-Celesta Sachsens), aus der alten Kirche noch ein Kruzifix, derbe Schnitzarbeit um 1500. - Gruft: Kleine Grabanlage für R. Mauersberger und seine Eltern. | 09305401 |
| Direkt Bild zu diesem Denkmal hochladen | Wohnstallhaus und Seitengebäude (mit verschalter Oberlaube) eines Dreiseithofes | Dorfstraße 2 (Karte)                | bezeichnet 1810 (Wohnstallhaus)          | Teil der alten Ortsstruktur, baugeschichtlich und heimatgeschichtlich von Bedeutung. - Wohnstallhaus: Lang gestreckter, zweigeschossiger verputzter Massivbau mit Satteldach, neu verputzt, über Haustür Schlussstein der ehemaligen Türrahmung mit „JCM 1810“ bezeichnet. - Seitengebäude: Erdgeschoss massiv, Obergeschoss Fachwerk, hofseitig mit verschalter Oberlaube (?), mit Taubeneinflug. | 08964687 |
| Direkt Bild zu diesem Denkmal hochladen | Wohnhaus (ohne Anbauten)                                                        | Dorfstraße 12 (Karte)               | Mitte/2. Hälfte 19. Jahrhundert          | Obergeschoss Fachwerk, baugeschichtlich und ortsbildprägend von Bedeutung. Erdgeschoss massiv, mit erhaltenen Werksteinrahmungen um die Fenster, Obergeschoss Fachwerk, ein Giebel und Hofseite massiv, Satteldach mit altdeutscher Schieferdeckung. | 08964688 |
| Direkt Bild zu diesem Denkmal hochladen | Wohnhaus                                                                        | Dorfstraße 17 (Karte)               | Ende 19. Jahrhundert                     | Obergeschoss Fachwerk, Beispiel für die jüngere Holzbauweise, baugeschichtlich von Bedeutung. Erdgeschoss massiv und verputzt, bei Sanierung originale Substanz gemindert, Obergeschoss und Dachgeschoss mit Drempel, Fachwerk, zum Teil vergrößerte Fensteröffnungen, mäßig geneigtes Satteldach, Pfettendach mit Überstand, Sparren- und Pfettenenden profiliert, keine originale Deckung. | 08964689 |
| Direkt Bild zu diesem Denkmal hochladen | Pfarrhaus                                                                       | Dorfstraße 25 (Karte)               | Mitte 19. Jahrhundert                    | Stattlicher Putzbau, klassizistischer Türstock, ortsgeschichtlich und ortsbildprägend von Bedeutung. Zweigeschossiger massiver Putzbau auf gedrungen rechteckigem Grundriss, mit mäßig geneigtem Satteldach, Tür- und Fenstergewände aus Werkstein erhalten, Türstock mit gerader, profilierter Verdachung, originale Tür. | 08964690 |
| Weitere Bilder                          | Kirche                                                                          | Dorfstraße 27 (Karte)               | 1889–1890                                | Neogotische Saalkirche mit eingezogenem Chor und Westturm, nach einem Entwurf des Architekten Theodor Quentin errichtet, baugeschichtlich, künstlerisch und ortsbildprägend von Bedeutung. Einschiffiger neugotischer Bau mit ungewöhnlicher Dachkonstruktion, 1889/90 von Theodor Quentin anstelle der alten Wehrkirche (siehe Kreuzkapelle, Hauptstraße/Flurstück 510a) errichtet, 1965 Restaurierung und farbliche Umgestaltung des Innern, verputzter Bruchsteinbau mit eingezogenem Chor und 3/8-Schluss, Strebepfeiler, Westturm mit Satteldach und steilem Dachreiter, aufwendiges Westportal mit profiliertem Spitzbogen und Dreiviertelsäulchen, großflächige, spitzbogige Maßwerkfenster, im Innern seitlich der Turmhalle zwei Wendeltreppen zu den Emporen, das Schiff von der dunklen Holztönung der Tonne, des Gestühls und der Emporen bestimmt, die hölzerne Spitztonne mit sparsamer Bemalung, die Zuganker von in den Raum ragenden Holzbalken mit Drachenköpfen gehalten, darüber kräftige Holzstreben zum Tonnenscheitel, Emporen an drei Seiten, die Brüstungen mit Schablonenmalerei, spitzer Triumphbogen zum Chor mit Kreuzrippengewölbe auf Konsolen mit Dreiviertelsäulen, an der Ostwand spitzbogige Abendmahlsdurchgänge, die Farbglasfenster mit floraler Ornamentik von Bruno Urban aus Dresden aus der Erbauungszeit, Eule-Orgel von 1989 im neugotischen Prospekt von Emil Müller, 1890. | 08964565 |
| Direkt Bild zu diesem Denkmal hochladen | Gedenkstein                                                                     | Dorfstraße 104 (bei)                | bezeichnet 1817                          | Zur Erinnerung an den hier ermordeten H. C. Müller, ortshistorische und künstlerische Bedeutung. Etwa 80 bis 100 Zentimeter hoher Gedenkstein (aus Sandstein) über quadratischem Grundriss, an vier Seiten erhabene Schriftfelder, Schrift stark verwittert, im Sockelbereich und am oberen Abschluss plastischer Schmuck, aufsitzend Plastik eines betenden Knaben, auf Schrifttafel der Nordseite bezeichnet: „Zur Erinnerung des Raubmords, welcher in der Nacht des 12. December 1817 1/4 12 Uhr von zwei Dieben an Heinrich Christoph Müller, einzigem Sohn des begüterten Christ. Müller allhier verübt wurde. Der Ermordete hinterließ seine Frau, … Eltern und eine Schwester: Johann Christian, Maria Elisabeth und Johanna Christiane Müller.“ | 08964691 |
| Weitere Bilder                          | Kirche und Gruft                                                                | Hauptstraße                         | 1951–1953 (Kirche)                       | Ortshistorische Bedeutung, Kopie der 1889 abgebrochenen Dorfkirche, 1951–1952 als Stiftung des Dresdner Kreuzkantors Rudolf Mauersberger und des Leipziger Thomaskantors Erhard Mauersberger nach Plänen von Fritz Steudtner errichtet. Einzeldenkmale der Sachgesamtheit Kreuzkapelle Mauersberg: (siehe auch Sachgesamtheit 09305401) - Kirche: Putzbau über gestrecktem Oktogon mit Walmdach und kleinem Dachreiter, unter Traufe hölzerner Wehrgang, moderne Ausstattung von Helmar Helas (Emporen- und Deckenbemalung sowie Farbglasfenster) und Otto Rost (Totentanzrelief), Eule-Orgel von 1951 in barockisierendem Gebäude, mit eigenwilliger, reizvoller Klanggestaltung (u. a. einzige Orgel-Celesta Sachsens), aus der alten Kirche noch ein Kruzifix, derbe Schnitzarbeit um 1500, - Gruft: Kleine Grabanlage für R. Mauersberger und seine Eltern. | 08964560 |
|                                         | Ehemalige Schule                                                                | Hauptstraße 6 (Karte)               | 1714, später Umbau zur Schule            | Als Schmiede erbaut, heute Wohnhaus, stattlicher Fachwerkbau, baugeschichtlich, heimatgeschichtlich und ortsbildprägend von Bedeutung. Erdgeschoss massiv, ehemals Umgebinde, Obergeschoss Fachwerk mit Kopfbändern, Giebel im oberen Teil verbrettert, Rückseite und gegenüberliegender Giebel massiv. | 08964566 |
| Direkt Bild zu diesem Denkmal hochladen | Wohnstallhaus                                                                   | Hauptstraße 19 (Karte)              | 1913 (laut Eigentümer)                   | Teils Putzbau, teils Fachwerk verbrettert, Teil der alten Ortsstruktur, baugeschichtlich und ortsbildprägend von Bedeutung. Breitgelagerter zweigeschossiger verputzter Massivbau, im Stallbereich verbrettertes Fachwerk, Krüppelwalmdach, langseitig als Scheune mit Hocheinfahrt, im Inneren Kappengewölbe in Keller und Stall, aufwändige Balkenkonstruktion in der Scheune (Balkengehänge) | 08964561 |
|                                         | Sammlung Rudolf und Erhard Mauersberger                                         | Hauptstraße 22 (Karte)              | nach 1945, seit 1973 öffentlich zugängig | Ortsgeschichtlich von Bedeutung. Rudolf Mauersberger (1889–1971) und Erhard Mauersberger (1903–1982), Kreuz- und Thomaskantor, ein Teil der umfangreichen Erzgebirgssammlung des Kreuzkantors, das selbstgebastelte Modell seines Heimatdorfes und weitere Gegenstände aus seinem Nachlass, wurden im Jahre 1973 in einem dafür eigens ausgebauten Gebäude erstmals der Öffentlichkeit zugängig gemacht, 1984 Gestaltung eines Raumes zu Erhard Mauersberger: die Thomaner- und Studienzeit in Leipzig, seine berufliche Entwicklung bis hin zur Übernahme des Thomaskantorats in Leipzig (1961–1972) sowie seine überragenden Leistungen als Dirigent, Organist, Cembalist, als Chorpädagoge des Johann-Sebastian-Komitees werden dem Besucher nahegebracht, 1985 erfolgte nach gleichen Prinzipien eine Neugestaltung der Rudolf-Mauersberger-Ausstellung: im Mittelpunkt steht seine besondere Bedeutung als hervorragender Chorpädagoge, Komponist und Dirigent. | 08964558 |
| Direkt Bild zu diesem Denkmal hochladen | Wohnhaus (ohne Anbau)                                                           | Hauptstraße 36 (Karte)              | 1. Hälfte 19. Jahrhundert                | Obergeschoss Fachwerk, Teil der alten Ortsstruktur, baugeschichtlich von Bedeutung. Erdgeschoss massiv, Obergeschoss Fachwerk, zum Teil verputzt. | 08964563 |
| Direkt Bild zu diesem Denkmal hochladen | Steinbogenbrücke über Seitenarm der Preßnitz                                    | Hirschleithe                        | 19. Jahrhundert                          | Verkehrshistorische Bedeutung, landschaftstypische Bauweise. Weit gespannte einbogige Brücke aus Bruchsteinen und Sandsteinplatten. | 08964562 |
| Direkt Bild zu diesem Denkmal hochladen | Mundloch                                                                        | Hirschleithe                        | 18. Jahrhundert                          | Bergbauhistorische Bedeutung. Mundloch in steiler Hanglage, zum Teil eingebrochen. | 08964803 |
| Direkt Bild zu diesem Denkmal hochladen | Häuslerhaus                                                                     | Hirschleithe 8 (Karte)              | um 1800                                  | Landschaftstypischer Fachwerkbau, baugeschichtlich von Bedeutung. Erdgeschoss und ein Giebel massiv, Obergeschoss Fachwerk, Segmentbogentür, Satteldach, Giebel verbrettert. | 08964546 |

## Niederschmiedeberg
| Bild | Bezeichnung | Lage                 | Datierung                                 | Beschreibung | ID       |
| ---- | --- | -------------------- | ----------------------------------------- | --- | -------- |
|      | Ehrenhain mit Denkmalen für die Gefallenen des Deutsch-Französischen Krieges 1870/71 und des Ersten Weltkrieges | Fleischerberg        | nach 1871 (Kriegerdenkmal dt.-frz. Krieg) | Ortshistorische Bedeutung. - Denkmal 1870/71: Gedrungener Obelisk auf gestuftem Rechtecksockel, - Denkmal Erster Weltkrieg: U-förmige Bruchsteinmauer mit gestufter Wand und eingelassener Kupfer-Inschrifttafel. | 08964557 |
|      | Wohnhaus und Torpfeiler der Einfriedung                                                                         | Talstraße 12 (Karte) | um 1910                                   | Malerischer Putzbau mit Zierfachwerk in Giebeln und Drempel, baugeschichtlich von Bedeutung. Stattlicher Bau, Erdgeschoss massiv mit verglaster Veranda, vermutlich mit originalen Fenstern mit Ätzglas, im Giebelbereich Zierfachwerk, Giebelspitze verbrettert.                                                                               | 08964555 |
|      | Fabrikantenvilla                                                                                                | Talstraße 15 (Karte) | Anfang 20. Jahrhundert                    | Putzbau mit Reformstilelementen, erbaut durch den Papierfabrikanten Bilz, baugeschichtlich und ortsgeschichtlich von Bedeutung. Aufwändig gestalteter zweigeschossiger Massivbau mit Krüppelwalmdach und Dachhäuschen, Eingang mit Vorbau und Erker, reiche florale Putzornamentik an Erdgeschoss-Fenstern, Eingang, Erker und im Traufbereich. | 08964556 |

## Schindelbach
| Bild                                    | Bezeichnung                                            | Lage                    | Datierung                                                   | Beschreibung | ID       |
| --------------------------------------- | ------------------------------------------------------ | ----------------------- | ----------------------------------------------------------- | --- | -------- |
| Direkt Bild zu diesem Denkmal hochladen | Bergbauhalde                                           | Schindelbach            | 19. Jahrhundert                                             | Bergbauhistorische Bedeutung. | 08964559 |
| Weitere Bilder                          | Gedenkstein für Anton Günther                          | Schindelbach 2 (Karte)  | 1938                                                        | Ortshistorische Bedeutung. Aufgerichteter länglicher Findling mit eingesetztem Bronzemedaillon, bezeichnet: „Deitsch un frei woll mer sei / TOLER HANS TONL“ (gleich Anton Günther) | 08964548 |
| Direkt Bild zu diesem Denkmal hochladen | Wohnhaus                                               | Schindelbach 14 (Karte) | 2. Hälfte 19. Jahrhundert                                   | Obergeschoss Fachwerk, Rest der alten Ortsstruktur, baugeschichtlich von Bedeutung. Erdgeschoss und ein Giebel massiv, Obergeschoss Fachwerk. | 08964549 |
| Direkt Bild zu diesem Denkmal hochladen | Wohnhaus                                               | Schindelbach 24 (Karte) | 1846                                                        | Obergeschoss Fachwerk, Rest der alten Ortsstruktur, baugeschichtlich von Bedeutung. Erdgeschoss massiv, Obergeschoss Fachwerk, Giebel verbrettert. | 08964550 |
| Direkt Bild zu diesem Denkmal hochladen | Wohnhaus                                               | Schindelbach 38 (Karte) | bezeichnet 1866 (Türsturz)                                  | Obergeschoss Fachwerk, baugeschichtlich und ortsbildprägend von Bedeutung. Stattlicher Bau, Erdgeschoss und ein Giebel massiv, Obergeschoss dreiseitig Fachwerk, an Fachwerkgiebel späterer Anbau, ebenfalls in Fachwerkkonstruktion. | 08964554 |
| Direkt Bild zu diesem Denkmal hochladen | Forsthaus                                              | Schindelbach 42 (Karte) | bezeichnet 1904                                             | Stattliches Holzhaus, in seinem Erscheinungsbild weitestgehend original, baugeschichtlich und ortsgeschichtlich von Bedeutung. Bezeichnet 1904 (Tür), eingeschossiges Holzhaus mit Schleppdach und Dachhecht, gänzlich verbrettert. | 08956387 |
| Direkt Bild zu diesem Denkmal hochladen | Bürstenholzmacherwerkstatt mit technischer Ausstattung | Schindelbach 43 (Karte) | ab 1897 (Um- und Anbauten der bzw. an die ältere Mahlmühle) | Bemerkenswertes technisches Denkmal. - Vollständig erhaltene Werkstatt der Bürstenholzmacherfamilie Schreiber, mit Einzylinder-Heißdampf-Lokomobile (Dampfmaschine) mit Lorenz-Ventilsteuerung, Wasser- und Dampfturbine, Übertragungssystemen und Holzbearbeitungsmaschinen (Säge-, Hobelmaschinen usw.), 1897 Kauf der ehemaligen Mehlmühle mit Bäckerei, Um- und Anbauten als Werkstatt, bis 1966 als Bürstenholzmacherwerkstatt in Betrieb. - Lokomobile: 1923 Kauf und Installierung der Dampfmaschine (35 PS, Lanz mit Lentz-Ventilsteuerung), Produkt Firma Heinrich Lanz Aktiengesellschaft Mannheim 1923, Fabriknummer 38907, Ortsfeste Heißdampf-Lokomobile mit Lentz-Ventilsteuerung und zwei Schwungrädern, Achsenregler, Schwungraddurchmesser 1150 mm. | 08964551 |
| Direkt Bild zu diesem Denkmal hochladen | Wohnhaus eines Bauernhofes                             | Schindelbach 57 (Karte) | 2. Hälfte 19. Jahrhundert                                   | Weitgehend original erhaltener, ortsbildprägender Putzbau, baugeschichtlich von Bedeutung. Zweigeschossiger Massivbau mit aufgeputzter Eckquaderung, Giebel verbrettert, zum Teil originale Fenster erhalten. | 08964552 |

## Streckewalde
| Bild                                    | Bezeichnung                                                                                             | Lage                         | Datierung                       | Beschreibung | ID       |
| --------------------------------------- | --- | ---------------------------- | ------------------------------- | --- | -------- |
| Direkt Bild zu diesem Denkmal hochladen | Wohnhaus                                                                                                | Bahnhofstraße 32b (Karte)    | um 1900                         | Malerischer Putzbau mit Zierfachwerk in den Giebeln, baugeschichtlich und ortsbildprägend von Bedeutung. Auf verwinkeltem Grundriss, eingeschossig mit Dachausbau, massiv, im Giebel Zierfachwerk, verbrettert, Veranda, teilweise weit heruntergezogenes Krüppelwalmdach, originale Fenster.                                                     | 08964695 |
| Direkt Bild zu diesem Denkmal hochladen | Wohnhaus                                                                                                | Bahnhofstraße 32f (Karte)    | um 1900                         | Stattlicher, zeittypischer Bau mit Fachwerkobergeschoss, baugeschichtlich und ortsgeschichtlich von Bedeutung. Auf Hakengrundriss, Erdgeschoss massiv, Schlagläden, Obergeschoss überwiegend Fachwerk, Giebel verbrettert, Krüppelwalmdach, ein Giebel massiv.                                                                                    | 08964694 |
| Direkt Bild zu diesem Denkmal hochladen | Wohnhaus                                                                                                | Bergstraße 16 (Karte)        | um 1800                         | Obergeschoss Fachwerk verschiefert, baugeschichtlich von Bedeutung. Erdgeschoss massiv, Steingewände, Winterfenster, im Türbereich verändert, Obergeschoss Fachwerk, rundum Schiefer. | 08964702 |
| Direkt Bild zu diesem Denkmal hochladen | Wohnhaus                                                                                                | Bergstraße 25 (Karte)        | 1. Hälfte 19. Jahrhundert       | Obergeschoss Fachwerk, bildprägend gelegen, baugeschichtlich von Bedeutung. Erdgeschoss massiv, alte Tür, Gewände und Türsturz profiliert, Obergeschoss Fachwerk, Dach und Giebel Schiefer. | 08964700 |
|                                         | Wohnhaus                                                                                                | Bergstraße 28 (Karte)        | 1. Hälfte 19. Jahrhundert       | Obergeschoss Fachwerk, Teil des alten Ortsbildes, baugeschichtlich von Bedeutung. Steinsockel, Erdgeschoss massiv, profilierte Türbedachung, Obergeschoss Fachwerk, Giebel verschiefert, Dach Schiefer. | 08964698 |
| Direkt Bild zu diesem Denkmal hochladen | Wohnhaus                                                                                                | Bergstraße 30b (Karte)       | bezeichnet 1870                 | Zeittypischer Putzbau mit übergiebeltem Mittelrisalit, baugeschichtlich von Bedeutung. Massivbau mit Porphyrgewänden, Flachbogenfenster, profilierte Türbedachung, flacher, gegiebelter Mittelrisalit, Drempel, Dachüberstand, alte Blitzableiter, Türsturz bezeichnet „18 C.K. Braeuer 70“.                                                      | 08964696 |
| Direkt Bild zu diesem Denkmal hochladen | Straßenbrücke über die Preßnitz                                                                         | Bergstraße 30b (bei) (Karte) | Mitte 19. Jahrhundert           | Weitgespannte Bogenbrücke an der alten „Eisenstraße“, baugeschichtlich, verkehrsgeschichtlich und technikgeschichtlich von Bedeutung. Einbogige Bruchsteinbrücke mit vermauertem alten Schlussstein, bezeichnet „169...“(?). | 08964807 |
| Direkt Bild zu diesem Denkmal hochladen | Wohnhaus                                                                                                | Bergstraße 33c               | Ende 19. Jahrhundert            | Zeittypischer Putzbau mit Mittelrisalit, ortsbildprägende Bedeutung. Steinsockel, zweigeschossiger Putzbau mit recht aufwändig profilierten Gewänden, Kranzgesims, Walmdach. | 08964697 |
| Direkt Bild zu diesem Denkmal hochladen | Wohnhaus                                                                                                | Bergstraße 38 (Karte)        | um 1800                         | Obergeschoss Fachwerk, Teil der alten Ortsstruktur, baugeschichtlich von Bedeutung. Erdgeschoss massiv, Porphyrgewände, Obergeschoss drei Seiten Fachwerk, eine Seite massiv, Giebel verkleidet, ein Giebel dekorativ verschiefert, Dach Schiefer.                                                                                                | 08964699 |
|                                         | Wohnhaus                                                                                                | Bergstraße 40 (Karte)        | vor Mitte 18. Jahrhundert       | Obergeschoss Fachwerk vorkragend, Beispiel für die Fachwerk-Bauweise, baugeschichtlich von Bedeutung. Erdgeschoss massiv, profiliertes Porphyrgewände, Obergeschoss einriegeliges Fachwerk, Fenster sehr hochliegend, Giebel massiv, verschiefert.                                                                                                | 08964701 |
| Direkt Bild zu diesem Denkmal hochladen | Schule                                                                                                  | Bergstraße 45b (Karte)       | bezeichnet 1888                 | Zeittypischer, wohl proportionierter Putzbau, baugeschichtlich und ortsgeschichtlich von Bedeutung. Zweigeschossiger Putzbau auf Steinsockel, im Erdgeschoss Flachbogengewände, im Obergeschoss profilierte Fensterbedachungen, profiliertes Kranzgesims, Satteldach.                                                                             | 08964704 |
| Direkt Bild zu diesem Denkmal hochladen | Ehemalige Schule                                                                                        | Bergstraße 49 (Karte)        | errichtet 1773                  | Stattlicher Fachwerkbau mit Uhrenturm mit Glocke, baugeschichtlich, ortsgeschichtlich und ortsbildprägend von Bedeutung. Erdgeschoss massiv, Obergeschoss Fachwerk, Giebel dekorativ verschiefert, Krüppelwalmdach mit Dachreiter (Glockenturm).                                                                                                  | 08964705 |
| Direkt Bild zu diesem Denkmal hochladen | Ehemaliges Pochhaus                                                                                     | Finsterau 31d (Karte)        | Kern 18. Jahrhundert (Pochhaus) | Später Flachsschwingerei, 1920 zum Wohnhaus umgebaut, baugeschichtlich, ortsgeschichtlich und technikgeschichtlich von Bedeutung. Zweigeschossiger Putzbau mit kräftigem Gurtgesims, profilierte Gewände, recht niedriges Obergeschoss, Krüppelwalmdach mit Dachhecht.                                                                            | 08964709 |
| Direkt Bild zu diesem Denkmal hochladen | Denkmale für die Gefallenen des Deutsch-Französischen Krieges sowie des Ersten Weltkrieges im Ehrenhain | Friedhofsweg                 | nach 1871                       | Ortsgeschichtlich von Bedeutung. Über drei Stufen Zutritt zum Ehrenhain mit drei Inschrifttafeln (davon zwei aus Bronze) für die Gefallenen der oben genannten Kriege. | 08964706 |
| Direkt Bild zu diesem Denkmal hochladen | Wohnhaus, Mühlengebäude, Nebengebäude sowie technische Ausstattung eines Mühlenanwesens                 | Höllenmühle 34 (Karte)       | bezeichnet 1845                 | Weitgehend original erhaltenes Mühlenanwesen, baugeschichtlich, ortsgeschichtlich und technikgeschichtlich von Bedeutung. - Wohnhaus: Erdgeschoss massiv, Steingewände, Winterfenster, Obergeschoss Fachwerk, - Nebengebäude: Massiv, verputzt, Steingewände, mit Durchfahrt, - Mahlhaus: Massiv, Drempel Fachwerk, Dachüberstand, Verbretterung. | 08964707 |
| Direkt Bild zu diesem Denkmal hochladen | Ehemaliges Gemeindeamt (heute Wohnhaus)                                                                 | Preßnitztalstraße 5 (Karte)  | 1925                            | Zeittypischer Putzbau, ortsgeschichtlich von Bedeutung. Zweigeschossiger Putzbau auf Steinsockel, schöne Tür, einheitliche Putzgliederung, Gesims, großer Dacherker, Krüppelwalmdach. | 08964708 |